# Pavillón Polideportivo A Malata
El Pavillón Polideportivo A Malata és un recinte poliesportiu de la ciutat de Ferrol, a Galícia. En ell juga els seus partits com a local l'equip de futbol sala de la ciutat, O Parrulo FS. També hi va jugar fins a la seva desaparició l'OAR Ferrol de bàsquet.
Té capacitat per a 4.200 espectadors repartits en dues tribunes laterals, ja que el pavelló no té graderies de fons.
Va ser una de les seus del Mundial de bàsquet de 1986. El 2008 s'hi va celebrar el Campionat d'Espanya de tennis, inclosa la final entre Fernando Verdasco i Tommy Robredo.